# Caverna

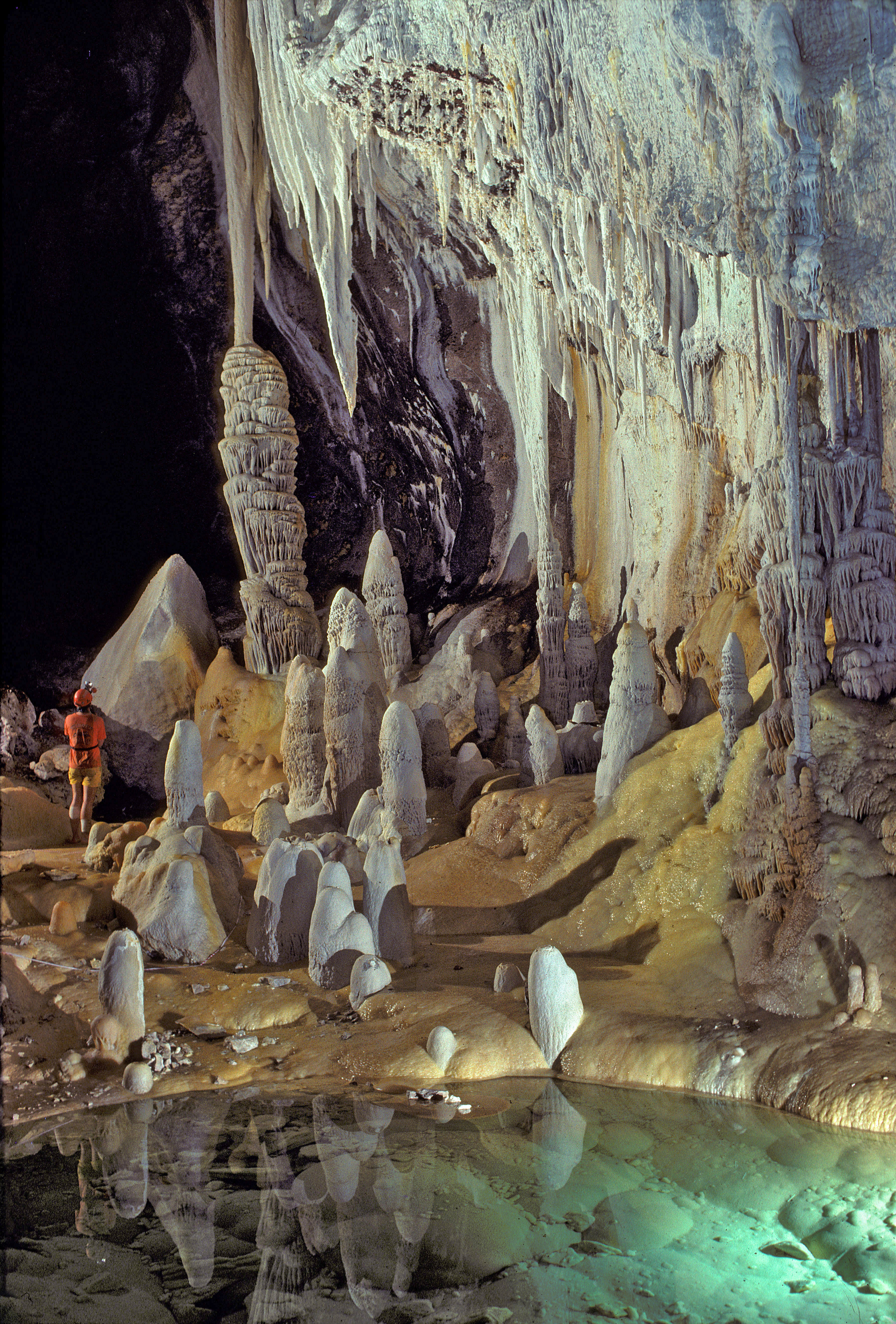
Caverna Lechuguilla, Novo México, Estados Unidos

Uma caverna ou furna é uma cavidade natural no solo, especificamente um espaço grande o suficiente para um humano entrar. As cavernas geralmente se formam pelo intemperismo da rocha e geralmente se estendem profundamente no subsolo. A palavra caverna pode se referir a aberturas menores, como cavernas marinhas, abrigos rochosos e grutas, que se estendem por uma distância relativamente curta na rocha e são chamadas de cavernas exógenas. As cavernas que se estendem mais no subsolo do que a largura da abertura são chamadas de cavernas endógenas.
A espeleologia é a ciência da exploração e estudo de todos os aspectos das cavernas e do ambiente cavernícola. Visitar ou explorar cavernas para recreação pode ser chamado de espeleísmo.

## Tipos de formação
A formação e desenvolvimento de cavernas é conhecida como espeleogênese; pode ocorrer ao longo de milhões de anos. As cavernas podem variar amplamente em tamanho e são formadas por vários processos geológicos. Estes podem envolver uma combinação de processos químicos, erosão pela água, forças tectônicas, microorganismos, pressão e influências atmosféricas. Técnicas de datação isotópica podem ser aplicadas a sedimentos de cavernas, para determinar a escala de tempo dos eventos geológicos que formaram e moldaram as cavernas atuais.
Estima-se que uma caverna não pode ter mais de três mil metros verticalmente abaixo da superfície devido à pressão das rochas sobrepostas. Isso não impõe, no entanto, uma profundidade máxima para uma caverna que é medida de sua entrada mais alta até seu ponto mais baixo, pois a quantidade de rocha acima do ponto mais baixo depende da topografia da paisagem acima dela. Para cavernas cársticas, a profundidade máxima é determinada com base no limite inferior dos processos de formação cárstica, coincidindo com a base das rochas carbonáticas solúveis. A maioria das cavernas são formadas em calcário por dissolução.
As cavernas também podem ser classificadas de várias outras maneiras, incluindo um contraste entre ativo e relíquia: cavernas ativas têm água fluindo através delas; cavernas de relíquias não, embora a água possa ser retida nelas. Os tipos de cavernas ativas incluem cavernas de entrada ("nas quais um riacho afunda"), cavernas de saída ("das quais um riacho emerge") e cavernas de passagem ("atravessadas por um riacho").

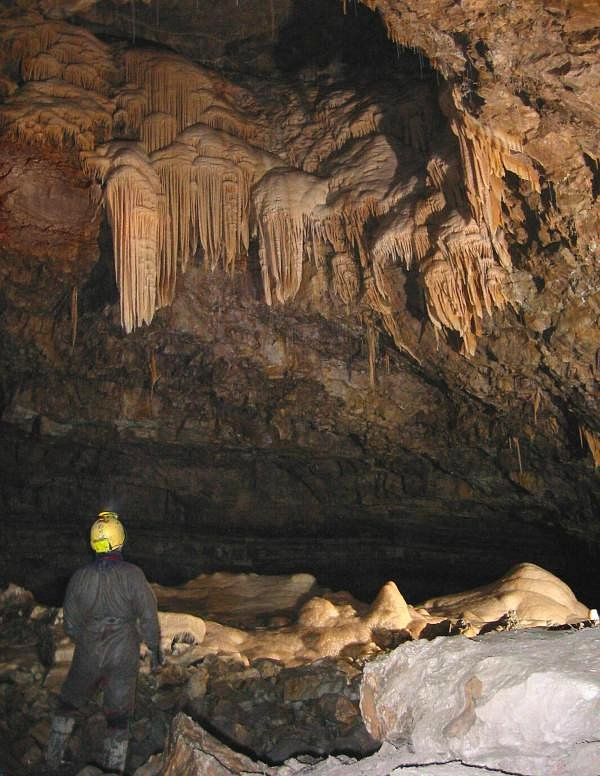
Espeleotemas no Salão do Rei da Montanha de Ogof Craig a Ffynnon, uma caverna solucional na Gales do Sul

## Padrões físicos
- As cavernas ramificadas se assemelham a padrões de fluxo dendríticos de superfície; eles são compostos de passagens que se juntam a jusante como tributários. As cavernas ramificadas são os padrões de cavernas mais comuns e são formadas perto de dolinas onde ocorre a recarga das águas subterrâneas. Cada passagem ou ramificação é alimentada por uma fonte de recarga separada e converge para outras ramificações de ordem superior a jusante.[9]
- As cavernas de rede angular se formam a partir de fissuras cruzadas de rochas carbonáticas que tiveram fraturas alargadas pela erosão química. Essas fraturas formam passagens altas, estreitas e retas que persistem em loops fechados generalizados.[9]
- As cavernas anastomóticas se assemelham em grande parte a córregos trançados na superfície, com suas passagens se separando e depois se encontrando mais abaixo na drenagem. Eles geralmente se formam ao longo de um leito ou estrutura e raramente cruzam para os leitos superiores ou inferiores.[9]
- As cavernas esponjosas são formadas quando cavidades de solução são unidas pela mistura de água quimicamente diversa. As cavidades formam um padrão tridimensional e aleatório, lembrando uma esponja.[9]
- As cavernas ramiformes se formam como grandes salas irregulares, galerias e passagens. Essas salas tridimensionais aleatórias se formam a partir de um lençol freático ascendente que erode a rocha carbonática com água enriquecida com sulfeto de hidrogênio.[9]

## Cavernas e acústica
A importância do som nas cavernas é anterior à compreensão moderna da acústica. Os arqueólogos descobriram relações entre pinturas de pontos e linhas, em áreas específicas de ressonância, dentro das cavernas da Espanha e da França, bem como instrumentos representando motivos paleolíticos, indicadores de eventos musicais e rituais. Aglomerados de pinturas eram frequentemente encontrados em áreas com acústica notável, às vezes até replicando os sons dos animais retratados nas paredes. A voz humana também foi teorizada para ser usada como um dispositivo de ecolocalização para navegar em áreas mais escuras das cavernas onde as tochas eram menos úteis. Pontos de ocre vermelho são freqüentemente encontrados em espaços com maior ressonância, onde a produção de pinturas era muito difícil.

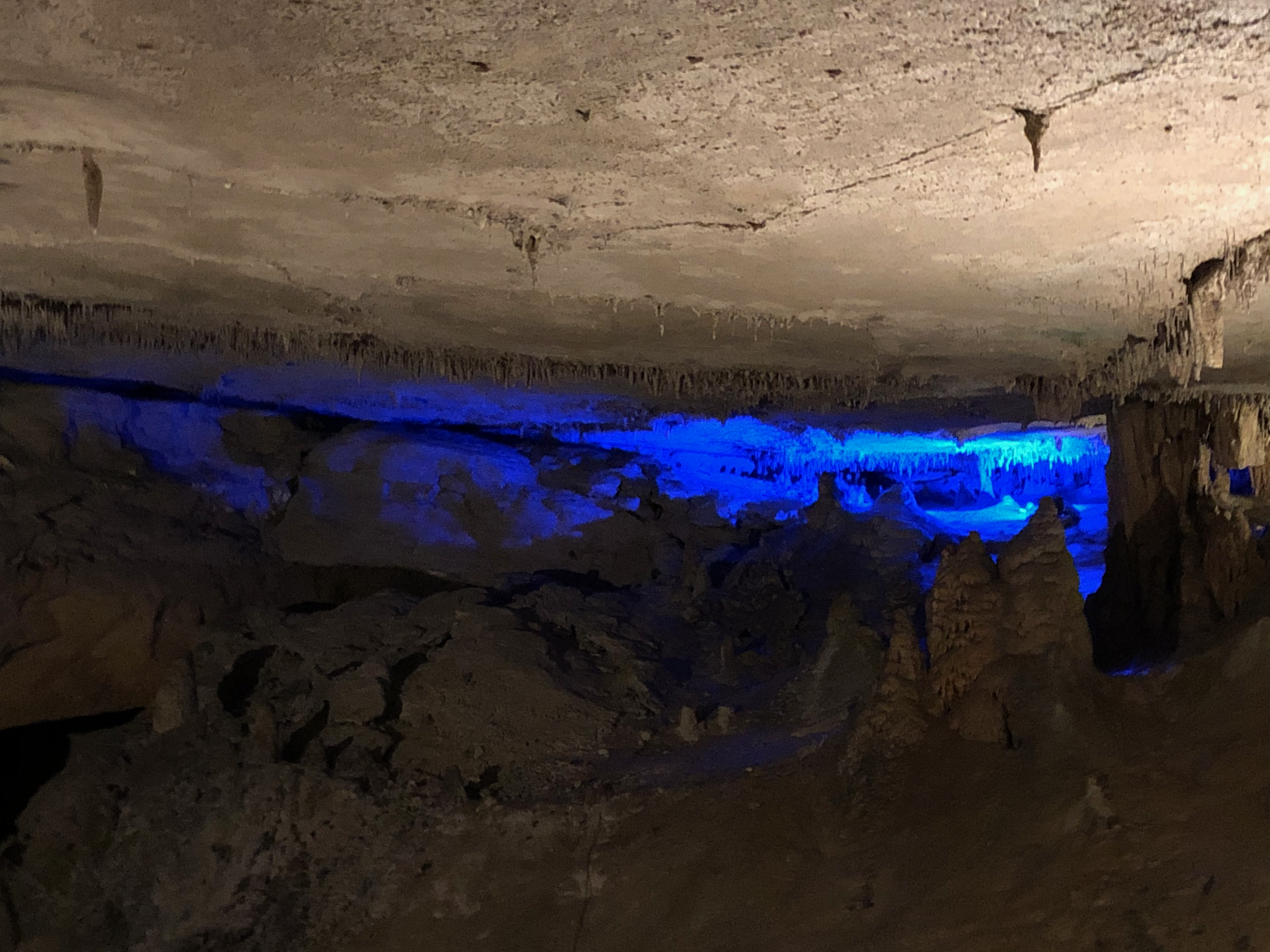
Cumberland Caverns em Tennessee, Estados Unidos da América.

As cavernas continuam a fornecer uso para os exploradores modernos da acústica. Hoje Cumberland Caverns fornece um dos melhores exemplos de usos musicais modernos de cavernas. As cavernas não são utilizadas apenas para as reverberações, mas também para as qualidades de amortecimento de suas faces anormais. As irregularidades nas paredes das Cavernas de Cumberland difundem sons refletidos nas paredes e dão ao espaço uma qualidade quase semelhante à de um estúdio de gravação. Ao contrário de hoje, essas primeiras apresentações eram normalmente realizadas na boca das cavernas, pois a falta de tecnologia tornava as profundezas do interior inacessíveis com equipamentos musicais. Em Luray Caverns, Virgínia, foi desenvolvido um órgão funcional que gera som por marretas que atingem estalactites, cada uma com um tom diferente.

## Distribuição

### Recordes
O conjunto com maior comprimento total é o sistema Mammoth em Kentucky, EUA, com 579 km mapeados. Dificilmente esse recorde será superado em um futuro próximo, uma vez que o segundo maior conjunto conhecido é o sistema Optymistychna na Ucrânia, com 214 km.
A mais longa caverna submersa conhecida é o Sistema Sac Actun, em Quintana Roo, México. Após a descoberta, em janeiro de 2007, da interligação com o sistema Nohoc Nah Chich, a extensão total do conjunto alagado foi estendida a 152,975 m, além de 1808 m secos. O segundo maior conjunto alagado, também no México, é o Sistema Ox Bel Ha, com 146,761 m.
A mais longa caverna do Brasil é a Toca da Boa Vista, com 102 km mapeados. Esta é a 13ª mais longa caverna do mundo. A mais longa caverna de Portugal é a gruta de Almonda, com 14 km conhecidos.